# 哈利波特：被詛咒的孩子
《哈利波特－被詛咒的孩子》（英語：Harry Potter and the Cursed Child），是2016年的一齣分為上、下兩部分的舞台劇，該舞台劇根據J·K·羅琳與約翰·帝夫尼的原創故事改編，並由傑克·索恩撰寫劇本及擔任編劇。該舞台劇的預演於2016年6月7日在英國皇宮劇院上演進行，並於同年7月30日在英國倫敦的西區劇院正式演出。
該舞台劇於2018年3月16日在百老匯劇院的抒情劇場開始預演，並於2018年4月21日開幕。其演員陣容與第一年在西區劇院的演員相似，演員安東尼·波爾、山姆·克萊米特、諾瑪·杜梅茲維尼、波比·米勒、傑米·帕克、亞歷·普萊斯和保羅·索恩利回歸劇組。
該舞台劇故事的起點始於2007年小說《哈利波特－死神的聖物》事件發生的19年後，跟小說及電影的結尾完全相同，即長大成人的哈利·波特正陪同其幼子阿不思·賽佛勒斯·波特準備乘搭霍格華茲特快列車，後者即將踏上霍格華茲開始首學年的旅程。故事隨著現任魔法部魔法法律執法司司長的哈利與他的幼子阿不思·賽佛勒斯·波特所發生的一連串事件。該舞台劇作為《哈利·波特》系列的第八輯故事來進行銷售，故事聚焦於即將邁入中年的哈利·波特，其在英國魔法社會的掙扎與人生歷程。作為睽違近十年推出的新魔法世界故事，該舞台劇的內容以未經改編成為小說的劇本於2016年11月18日釋出，該劇本的時間設定點為2020年，但故事卻始於2017年。該劇獲得了一眾評論家的熱烈評價，儘管該劇本並沒有得到一些《哈利波特》系列粉絲的好評。在《2017年勞倫斯·奧利弗頒獎禮》上，倫敦的製作獲得了破紀錄的11項提名，並獲得了另一個破紀錄的9個獎項，包括了勞倫斯·奧利弗獎最佳新戲劇。該戲劇於《第72屆東尼獎》上，百老匯的作品獲得了包括東尼獎最佳戲劇在內的六項大獎。該戲劇還創下了所有劇目中一周票房的最高紀錄，截至2018年12月30日，該周在抒情劇院的票房收入超過了$250萬美元。
2021年6月，製作團隊宣布，該戲劇將作為單場演出重新上演，以便於2021年11月開始在百老匯演出，以及於2022年開始在三藩市、多倫多和墨爾本演出。現有的兩部分戲劇將繼續在倫敦和漢堡上演。

## 背景
2013年12月，據透露，基於《哈利波特》系列的一部舞台劇經已開發了大約一年，以期於2016年的某個時候把它帶到舞台上。在發佈公告時，該系列的作者J·K·羅琳透露該戲劇將「探索哈利早年作為孤兒和被遺棄者的不為人知的故事」。翌年5月，羅琳開始為該項目組建創意團隊。
2015年6月26日，該項目以《哈利波特與被詛咒的孩子》為題正式確認，並透露將於2016年年中在倫敦的皇宮劇院作全球首演。該公告標誌著《哈利波特》系列的第一部小說—自1997年6月26日出版了18周年。
在宣布該項目的計劃時，羅琳表示該戲劇不會是前傳。在回答有關選擇劇本而不是一部新小說的問題時，羅琳表示她「相信當觀眾看到劇本時，他們會同意這是故事的唯一合適媒介」。羅琳還向觀眾保證，該戲劇將包含一個全新的故事，不會重覆從前曾探索過的內容。2015年9月24日，羅琳宣布該戲劇將會分為兩部分。這些部分設計為在同一天或兩個晚上場次連續觀看。
2015年10月23日，在確認劇本設定於最終小說《死神的聖物》結束的19年之後，並將於2016年7月在倫敦的皇宮劇院開幕。

## 劇情
該戲劇分為為兩部分，每部分由兩幕組成。

### 第一幕
在開幕場景中，故事設定於2017年《死神的聖物》之電影結尾處（19年後），哈利·波特與金妮·衛斯理把他們的幼子阿不思·賽佛勒斯·波特送上霍格華茲特快列車，以開始他於霍格華茲的第一年。哈利在魔法部擔任魔法法律執法司司長，而金妮成為了《預言家日報》的體育版編輯。榮恩·衛斯理與妙麗·格蘭傑也把他們的女兒露絲·格蘭傑—衛斯理送上在霍格華茲特快列車。妙麗現在是魔法部部長，而榮恩跟其兄長喬治一起於斜角巷經營及管理著衛斯理兄弟巫師法寶店。
在阿不思第一次乘坐霍格華茲特快列車時，他跟哈利從前的死對頭跩哥·馬份與其妻子翠菊·綠茵所生的兒子—天蠍·海柏利昂·馬份建立了一種不太可能的友誼。天蠍跟其父親有所不同，他非常有禮貌，也非常書呆子。哈利對二人的友誼表示不贊同，然而天蠍成為了阿不思唯一的朋友，因此同意兩人來往。當阿不思打破了波特家族被分派至葛萊分多學院的傳統，他跟天蠍一起被分派至史萊哲林學院時，這讓校方都驚呆了。阿不思在霍格華茲的首三年過著並不愉快的校園生活，他在眾人期盼的目光下被分派至跟其家族截然不同的學院，也沒有承繼其父親的魁地奇天賦，而且學業也不好，加上被眾人加諸於其頭上的「哈利·波特兒子」的光環讓他被壓得喘不過氣來，更使他的脾氣越來越暴燥。他跟哈利的關係越來越緊張，並在三年級的時候當著父親的面把前往活米村的家長回條燒掉了。
在初入讀霍格華茲的幾年裡，這兩個男孩都被其他學生欺負，那是由於阿不思被認為辜負了其父母，而天蠍則因為一些未經證實的謠言指他是佛地魔的兒子。天蠍的母親翠菊隨後因致命疾病而去世。由於阿不思跟其父親的陰影作鬥爭，以及哈利對如何處理兒子問題的不確定性，以致阿不思跟哈利漸行漸遠。阿不思在認識天蠍之前，他跟露絲有著密切的關係，然而他後來跟露絲分道揚鑣。在四年級之前的那個暑假，阿不思聽到了西追·迪哥里的父親—阿默·迪哥里與哈利的對話，哈利指出當年導致西追死亡的事件讓他愧疚至今。迪哥里先生提出利用魔法部剛從黑巫師西奥多·諾特（Theodore Nott）那裡繳獲的時光器，並利用它回到22年前以拯救西追的性命，並阻止其子的死亡，然而遭到哈利的拒絕。後來阿不思從榮恩那裡得到其父親的嬰兒毯與愛情魔藥後，他跟父親發生了爭執。在爭執中，哈利憤怒地指自己有時希望阿不思並非他的兒子，阿不思把藥水灑在毯子上。
哈利獲得諾特的那個更強大版本的時光器的原型後，它能夠讓人們穿越到過去並改變歷史。與此同時，哈利的傷疤又開始疼痛起來，這讓他開始擔心佛地魔可能會捲土重來。阿不思同時邂逅了自稱是迪哥里先生侄女的蝶菲（Delphi），後者故意透露了自己照顧著年紀老邁的迪哥里先生，也透露迪哥里先生所在的養老院地址。在無意中聽到哈利拒絕幫助迪哥里一家後，阿不思受到啟發，他決心幫助蝶菲和迪哥里先生，並說服天蠍協助他。兩人從霍格華茲特快列車上逃去拜訪迪哥里先生，從而展開了一場跟時間競賽的歷險之旅......

### 第二幕
在得知西追·迪哥里的死亡是由於他跟哈利一起贏得三巫鬥法大賽的結果後，阿不思與天蠍跟蝶菲聯手以變身水從妙麗位於魔法部的辦公室裡把時光器偷去，並利用它回到1994年三巫鬥法大賽的第一項任務。兩人偽裝成德姆蘭的學生來蓄意阻止西追·迪哥里取得勝利。兩人的計劃失敗了，而他們的偽裝使妙麗對德姆蘭的學生維克多·喀浪（Viktor Krum）產生懷疑，轉而跟榮恩一起出席聖誕舞會。結果，榮恩從未經歷過對他與妙麗的關係至關重要的嫉妒，使兩人的關係停滯不前，也從未結婚。榮恩反而在舞會上跟芭瑪·巴提墜入愛河，而妙麗成為了霍格華茲裡教授黑魔法防禦術的一名沮喪而刻薄的教授，而阿不思·波特現在是葛萊分多學院的學生。
與此同時，哈利造了很多關於佛地魔的噩夢，因此讓他開始懷疑佛地魔會捲土重來。一頭名叫禍頭的人馬告訴哈利指阿不思周圍有一片「烏雲」。在確信天蠍對阿不思構成威脅後，哈利試圖強迫女校長麥教授利用劫盜地圖密切關注著阿不思，從而讓男孩們在霍格華茲隔離開來。
阿不思跟天蠍的友誼被破壞了，但阿不思從他的哥哥詹姆·天狼星那裡把哈利的舊隱形斗篷偷去後，兩人最終和解了。哈利在跟跩哥和金妮交談之後，他被說服讓步。與此同時，阿不思與天蠍再次嘗試利用時間轉換器來改變西追的命運，這次是在三巫鬥法大賽的第二個任務中羞辱他。當天蠍回到現在的時間線，阿不思並非跟他在一起。桃樂絲·恩不里居走到他面前，告訴他指哈利已經死了，佛地魔統治著整個魔法世界。

### 第三幕
天蠍發現由於他的行為，使西追·迪哥里加入了食死人的行列並殺害了奈威·隆巴頓，阻止了他把娜吉妮殺掉並讓佛地魔在霍格華茲大戰獲勝。哈利於現在的時間線上死去了，阿不思因此就不復存在，而佛地魔則能夠完全鞏固權力並把魔法部轉變為獨裁者政權。在這個新的時間線上，天蠍成為了一名受歡迎的男生長及魁地奇之星，並協助教職員和學生們折磨麻瓜出身者。恩不里居成為了霍格華茲的新任校長，並與催狂魔以及由天蠍領導的複興審判小隊一起在學校巡邏。
魔法部現在由一個名為「報喪鴉」的強大黑巫師領導著。在這時間線上的榮恩、妙麗和石內卜跟逐漸減少的反抗佛地魔運動的最後成員在一起，天蠍還能利用時間轉換器來阻止阿不思與過去的自己之干擾，並還原了原始時間線的事件。榮恩、妙麗和石內卜為了讓他這樣做而向催狂魔犧牲了自己。天蠍跟阿不思重聚，這兩個男孩最終被他們的父母以及榮恩及妙麗尋找得到。在這些事件之後，哈利責罵阿不思的行為，但儘管如此，兩人還是開始和解。
天蠍與阿不思意識到時間轉換器帶來的危險，兩人試圖在蝶菲加入他們的時候把它親手摧毀。天蠍注意到蝶菲的報喪鴉紋身，並意識到她在另一時間線上就是魔法部負責人—報喪鴉。蝶菲把他們俘虜了，在此過程中殺死了一名同學，並透露了她恢復另一時間線的意圖。在榮恩指他跟奈威在活米村的時候一起看到阿不思和天蠍跟蝶菲在一起，哈利跟跩哥後來與阿默·迪哥里對質，卻發現蝶菲迷惑了他，讓他誤以為她就是其侄女。蝶菲帶著兩個男孩參加了三巫鬥法大賽的最後一項任務，但阿不思與天蠍阻止她行動，蝶菲再次利用時間轉換器穿越到更遙遠的過去。她不經意地把男孩們帶走，然後把時間轉換器摧毀了，讓他們被困在時間裡。
在搜索蝶菲的房間時，哈利、金妮、跩哥、妙麗和榮恩發現那房間的牆上有著隱藏的文字，描述著一個讓佛地魔回歸的預言。跩哥質疑著為何她會對佛地魔的捲土重來如此著迷，這正如金妮於天花板上發現寫著聲稱蝶菲是佛地魔的女兒。

### 第四幕
阿不思與天蠍發現他們被帶回到哈利父母被殺的前一天晚上，並假設蝶菲計劃在佛地魔試圖殺害哈利之前就這樣做。阿不思與天蠍在哈利的嬰兒毯上寫了一道看不見的訊息，他們得知現在該毯子因沾上了愛情魔藥並把訊息暴露，該訊息內容為：「爸爸。幫助。高錐客洞。31/10/1981。」。
與此同時，跩哥透露該時間轉換器實際上是他所擁有的完美模型的原型，但由於不確定二人進入了哪個時間段，使他們仍然無法營救兩男孩。在哈利收到男孩們的訊息後，他跟他的盟友利用跩哥的時間轉換器及時返回以拯救他們並阻止蝶菲。在等待蝶菲的時候，他們推斷她打算說服佛地魔放棄他註定要把哈利殺害的企圖，以確保她父親能夠生存，並讓她能夠跟其父親待在一起。哈利運用其變形術來偽裝成佛地魔以分散蝶菲的注意力；經過一番搏鬥，這群人設法制服了她。與其把蝶菲殺掉，眾人決定把她判處阿茲卡班的無期徒刑。佛地魔隨後出現，他並沒有注意到哈利與這群人的存在。這群人容許謀殺哈利父母的事件再次上演，不願接受改變過去後果的風險。
在回到現在的時間線後，蝶菲被送往阿茲卡班。阿不思和天蠍現在決定在霍格華茲更加活躍，天蠍表示有興趣嘗試加入史萊哲林的魁地奇球隊，並邀約露絲外出約會。哈利跟阿不思拜訪了西追·迪哥里的墳墓，哈利為自己在西追之死中所扮演的角色而道歉。
小說的結尾跟此舞台劇的第一幕：阿不思擔心著分類帽會把他分派到史萊哲林學院。舞台劇故事劇情的走向證明此擔憂，阿不思的確被分配到史萊哲林學院，而這個決定最後獲證明是個不錯的選擇。

## 製作
| 製作         | 場地／地點            | 預演日期                                           | 首演日期      | 結束日期／目前狀態                |
| ------------ | --------------------- | -------------------------------------------------- | ------------- | --------------------------------- |
| 倫敦西區劇院 | 倫敦皇宮劇院          | 2016年6月7日（第一幕）；2016年6月9日（第二幕）     | 2016年7月30日 | 現正進行中                        |
| 紐約百老匯   | 抒情劇場              | 2018年3月16日（第一幕）；2018年3月17日（第二幕）   | 2018年4月22日 | 現正進行中                        |
| 墨爾本       | 公主劇院              | 2019年1月18日（第一幕）；2019年1月19日（第二幕）   | 2019年2月23日 | 2023年7月9日                      |
| 三藩市       | 柯倫劇院              | 2019年10月23日（第一幕）；2019年10月24日（第二幕） | 2019年12月1日 | 2022年9月11日                     |
| 漢堡         | 梅爾劇院              | 2020年2月7日（第一幕）；2020年2月8日（第二幕）     | 2021年12月5日 | 現正進行中 首場非英語（德語）演出 |
| 多倫多       | 埃德米爾維什劇院      | 2022年5月31日                                      | 2022年6月19日 | 2023年7月2日                      |
| 東京         | TBS赤坂ACT劇場        | 2022年6月16日                                      | 2022年7月8日  | 現正進行中                        |
| 芝加哥       | 詹姆斯·M·尼德蘭德劇院 |                                                    | 2024年9月10日 | 2025年2月1日                      |

《哈利波特－被詛咒的孩子》由兩部分戲劇組成，由英國劇作家傑克·索恩根據J·K·羅琳、約翰·帝夫尼和索恩的原創故事創作，羅琳亦參與了編劇的部分。一些網站將這三個人都列為該劇本的作者，但到2016年7月26日，該戲劇的官方網站和許多其他網站都把索恩列為該劇本的唯一作者。該劇由帝夫尼執導、史提芬·豪傑特編舞，佈景設計由克里斯汀·鍾斯負責，卡特里娜·林賽（Katrina Lindsay）擔任服裝設計，尼爾·奧斯汀負責燈光設計，伊莫珍·希普負責音樂部分，而加雷斯·弗萊（Gareth Fry）負責聲音設計。此外，傑里米·切爾尼克（Jeremy Chernick）創建了特殊效果，傑米·哈里森（Jamie Harrison）製作了特殊幻覺，而馬丁·洛（Martin Lowe）擔任音樂監督。
製片人和J·K·羅琳一直在開展一項名為#KeepTheSecrets的活動，他們要求看過該戲劇的觀眾不要透露其情節的主要轉折點。該標語載於演出門票上，演出的中場間隔期間免費發放印有標語的襟章。在線購買門票的人會於戲劇演出透過電子郵件收到來自J·K·羅琳要求他們支持這項運動的影片。

### 西區劇院
西區劇院之倫敦皇宮劇院的預演於2016年6月7日開始，兩個部分的正式開幕之夜在7月30日舉行，而最初預訂日期至2016年9月18日止。門票於2015年10月28日開始向預先登記的優先預訂者發售，公開發售計劃於10月30日開始。全球首映製作的門票在不足8小時的優先預訂中售出了175,000張，該戲劇的預訂期延長至2017年1月。公開發售預訂開始後延長至2017年4月30日，並在同一天進一步延長至2017年5月27日。
對於這兩個部分的開幕表演門票價格從£30英鎊至£130英鎊不等，儘管門票轉售機構以高達£3,000英鎊的價格出售座位。門票轉售已被製片人禁止，若繼續出售門票將不再有效。2016年7月中旬，劇院開始在每星期五下午1時舉行彩票抽獎，於其網站上以最低價格出售40個劇院裡的「一些最佳的座位」，每部分的廣告價格為£20英鎊。例如，2016年7月29日售出的「周五40」門票為8月3日、8月5日、8月6日和8月7日的演出。
2015年12月20日，最初選角宣布傑米·帕克飾演哈利·波特，諾瑪·杜梅茲維尼飾演妙麗·格蘭傑和保羅·索恩利飾演榮恩·衛斯理。黑皮膚的諾瑪·杜梅茲維尼獲選為妙麗一角引發了熱烈的討論，羅琳回應指妙麗的膚色從未被指定為白色。其他值得注意的演員包括飾演金妮·波特的波比·米勒、亞歷·普萊斯飾演跩哥·馬份、山姆·克萊米特飾演阿不思賽佛勒斯·波特，以及天蠍·馬份由安東尼·波爾飾演。這部作品共有42名演員，而2021年的新演員陣容由43位女演員和演員組成。2022年1月29日，之前經已離開劇組的演員喬納森·凱斯（Jonathan Case）於在第二部分回歸演出，只是為了重新扮演天蠍·馬份一角。該舞台劇目前將持續至2023年2月26日。

### 百老匯

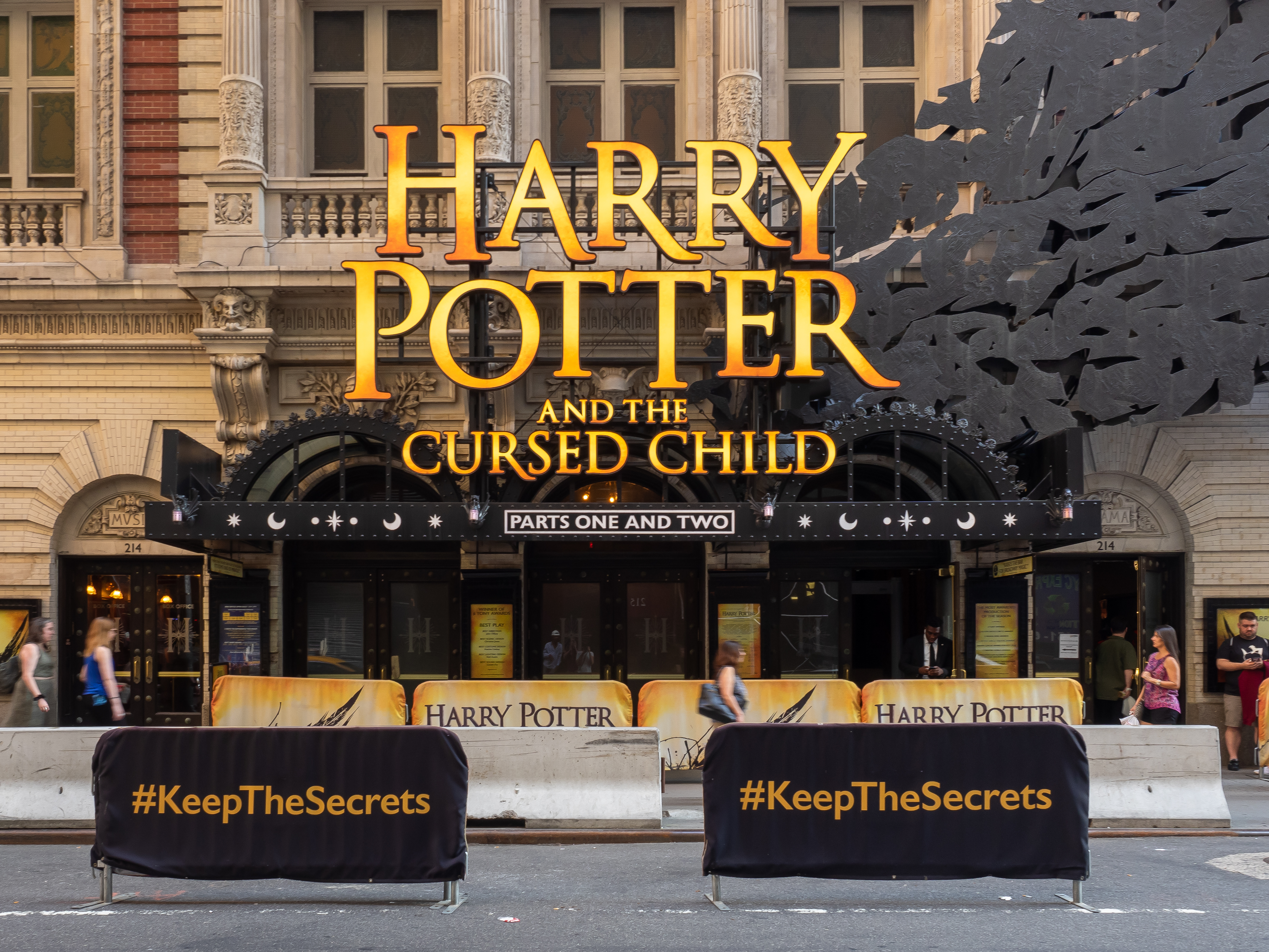
2019年7月，位於紐約百老匯抒情劇場的《哈利波特－被詛咒的孩子》舞台劇。

百老匯的製作於2018年3月16日開始預演，4月22日在抒情劇院正式開幕。帕克、杜梅茲維尼、索恩利、普萊斯、米勒、克萊米特及波爾從西區劇院演出的演員們回歸劇組重新飾演他們的角色。劇院從禮堂拆除了400個座位，並將入口移至第43街。門票最初於2017年10月18日開始銷售，演出日期為2018年3月16日至11月18日。《紐約時報》估計這是有史以來最昂貴的百老匯非音樂劇演出，其開場費用為$6,800萬美元。截至2020年3月12日，該戲劇因COVID-19大流行而暫停製作。2021年7月12日，劇組宣布該戲劇將於2021年11月12日於抒情劇院重新開幕。該重新開放將被濃縮為一場演出，而非之前執行的兩部分節目。

### 墨爾本

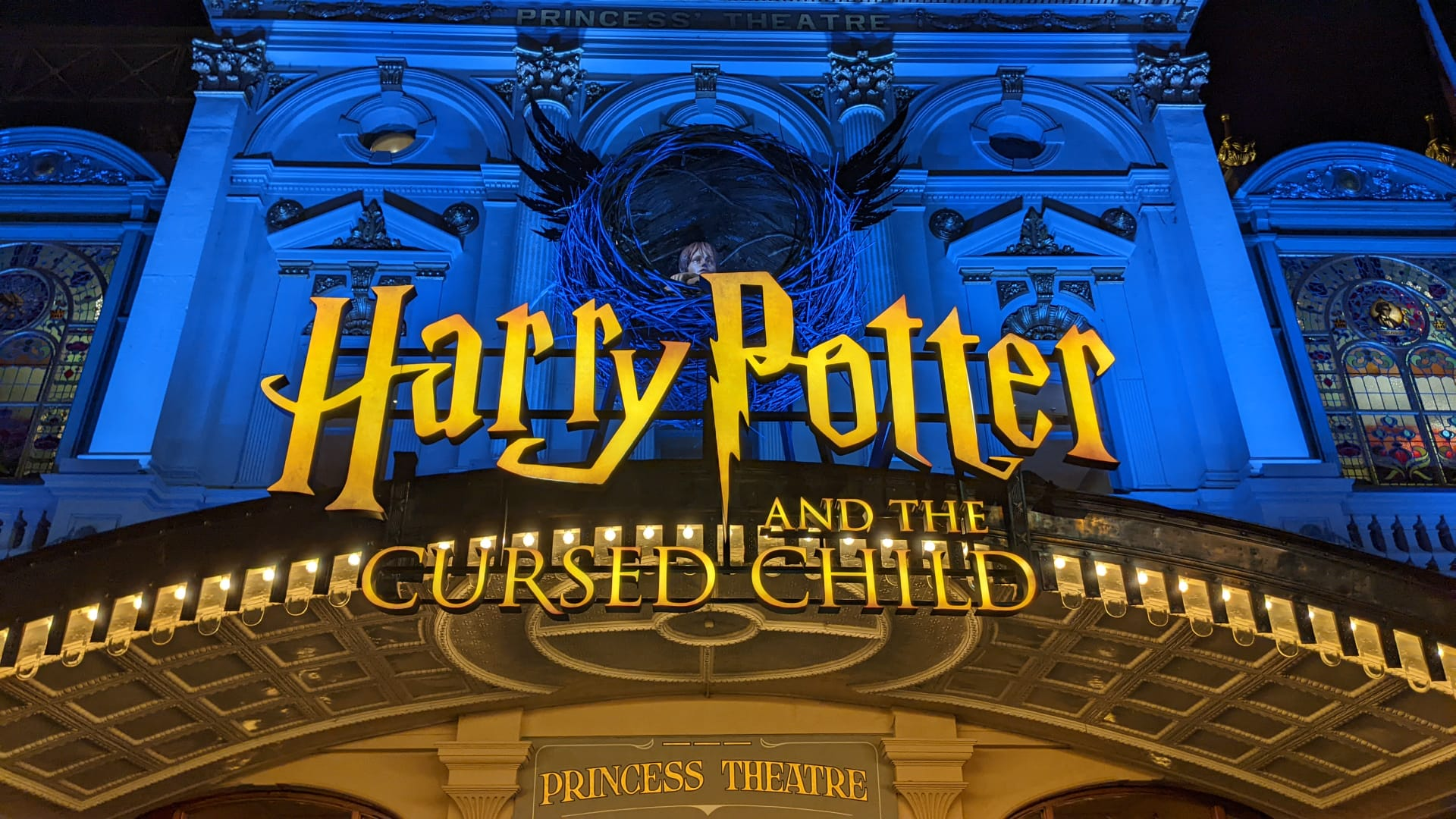
2022年7月，《哈利波特－被詛咒的孩子》舞台劇於澳洲墨爾本的公主劇院演出。

2017年10月24日，邁克爾·卡塞爾集團（Michael Cassel Group）宣布將製作《哈利波特－被詛咒的孩子》的澳洲首映式。2019年1月18日在墨爾本公主劇院開始其預演，並於2月23日定為開幕之夜。據報導，該戲劇將於公主劇院獨家駐場兩年。預售門票於2018年8月2日發布，在公開發售門票前的短短四天內已售出超過200,000張門票。
同年9月2日公佈了35名澳洲演員陣容，當中包括加雷斯·李維斯（Gareth Reeves）飾演哈利·波特、寶拉·阿倫德爾飾演妙麗·格蘭傑、吉頓·格蘭特利飾演榮恩·衛斯理、露西·戈爾比（Lucy Goleby）飾演金妮·波特，伊娃·里斯（Eva Rees）飾演阿不思·波特，湯姆·雷恩（Tom Wren）飾演跩哥·馬份，而威廉·麥肯納（William McKenna）飾演天蠍·馬份。
2021年11月14日，劇組宣布原先兩部分劇場的最終演出將於2022年3月27日舉行，在2022年5月4日重新上演之前，它將作為2021年11月12日於紐約首映的新上演單場演出版本呈現。

### 多倫多
2019年5月22日，有關方面宣布該戲劇將於多倫多的埃德米爾維什劇院作首次在加拿大首映。由於疫情大流行，其開幕日期已被推遲至2022年5月31日，屆時它將作為為北美開發的新上演的單場演出版本呈現。

### 東京

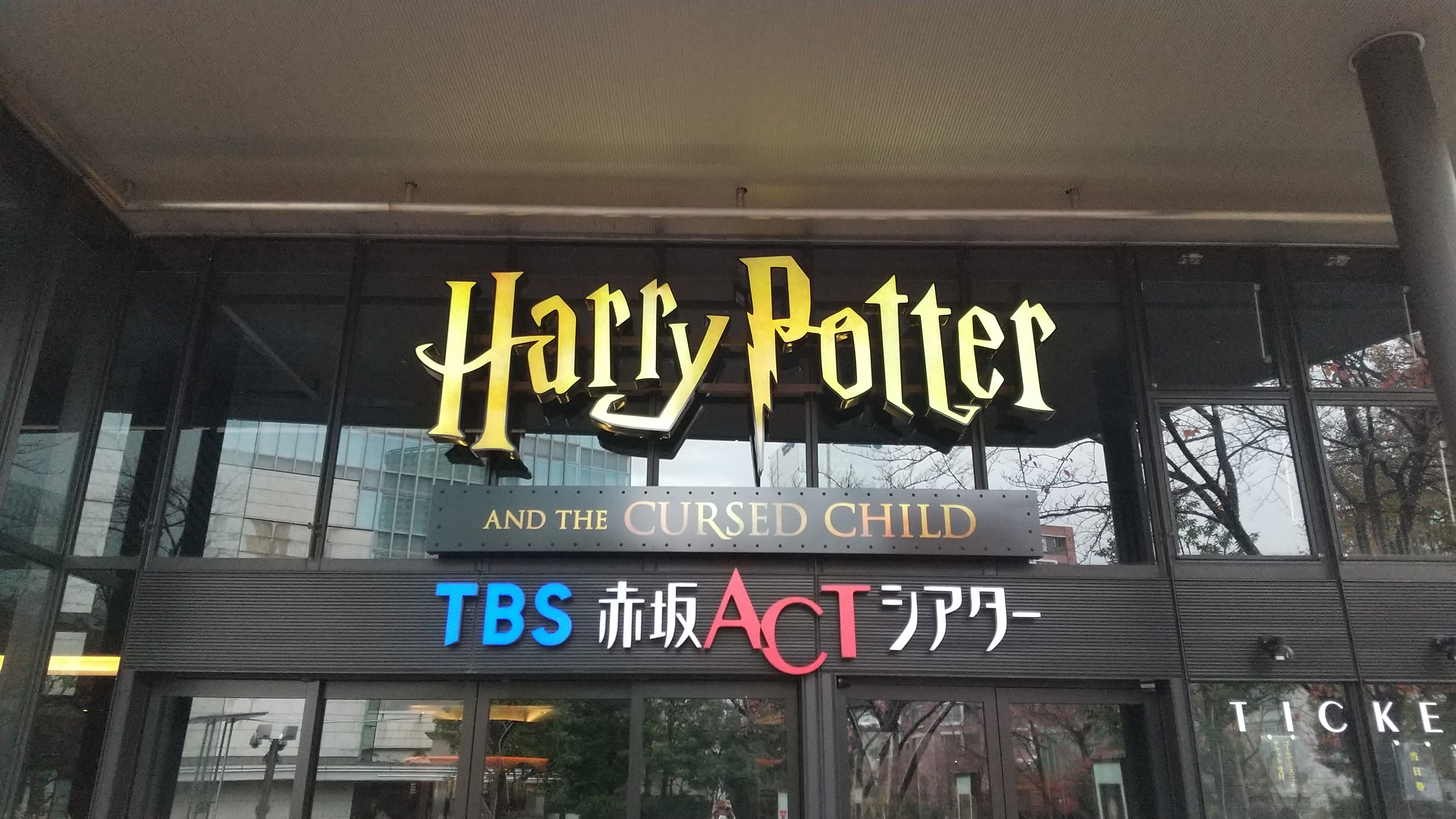
2022年11月，《哈利波特－被詛咒的孩子》於日本東京TBS赤坂ACT劇場演出。

2020年2月13日，TBS電視台與堀製作宣布該戲劇作品將在日本東京TBS赤坂ACT劇場進行亞洲首演，其預演將於2022年6月16日開始，而演出於7月8日開始。

## 演員及主要角色
| 角色                                                                                             | 原始西區劇院演員陣容 (2016–2017) | 原始百老匯演員陣容 (2018)                           | 原始墨爾本演員陣容 | 原始三藩市演員陣容                                                           |
| ------------------------------------------------------------------------------------------------ | --- | --------------------------------------------------- | --- | ---------------------------------------------------------------------------- |
| 哈利·波特 （Harry Potter）                                                                       | 傑米·帕克 | 傑米·帕克                                           | 加雷斯·李維斯 （Gareth Reeves）                                                                                         | 約翰·斯凱利 （John Skelley）                                                 |
| 榮恩·衛斯理 （Ron Weasley）                                                                      | 保羅·索恩利 | 保羅·索恩利                                         | 格頓·格蘭特利 | 大衛·阿貝爾斯 （David Abeles）                                               |
| 妙麗·格蘭傑 （Hermione Granger）                                                                 | 諾瑪·杜梅茲維尼 | 諾瑪·杜梅茲維尼                                     | 寶拉·阿倫德爾 | 雅娜·麥金托什                                                                |
| 金妮·波特 （Ginny Potter）                                                                       | 帕琵·米勒 | 帕琵·米勒                                           | 露西·戈爾比 （Lucy Goleby）                                                                                             | 安琪拉·里德 （Angela Reed）                                                  |
| 跩哥·馬份 （Draco Malfoy）                                                                       | 艾列克·普萊斯 | 艾列克·普萊斯                                       | 湯姆·雷恩 （Tom Wren）                                                                                                  | 路卡斯·霍爾 （Lucas Hall）                                                   |
| 阿不思·賽佛勒斯·波特 （Albus Severus Potter）                                                    | 山姆·克雷蒙特 | 山姆·克雷蒙特                                       | 伊娃·里斯 （Eva Rees）                                                                                                  | 班傑明·帕派 （Benjamin Papac）                                               |
| 天蠍·海柏利昂·馬份 （Scorpius Hyperion Malfoy）                                                  | 安東尼·波爾 | 安東尼·波爾                                         | 威廉·麥肯納 （William McKenna）                                                                                         | 喬恩·施泰格 （Jon Steiger）                                                  |
| 露絲·格蘭傑-衛斯理／年輕的妙麗 （Rose Granger-Weasley）                                          | 雪柔·史譏 （Cherrelle Skeete） | 蘇珊·海沃德                                         | 馬納利·達他 （Manali Datar）                                                                                            | 佛拉美·威廉斯 （Folami Williams）                                            |
| 蝶菲·迪哥里 （Delphi Diggory）                                                                   | 愛絲特·史密夫 | 潔西·費雪 （Jessie Fisher）                         | 瑪德琳·鍾斯 （Madeleine Jones）                                                                                         | 愛蜜莉·茱麗葉·墨菲 （Emily Juliette Murphy）                                 |
| 小克雷格·鮑克 （Craig Bowker Jr.）                                                               | 傑里米·安·鍾斯 （Jeremy Ang Jones） | 約書亞·德赫蘇斯 （Joshua DeJesus）                  | 斯隆·蘇迪羅 （Slone Sudiro）                                                                                            | 小歐文·戴森 （Irving Dyson Jr.）                                             |
| 愛哭鬼麥朵／莉莉·波特 （Moaning Myrtle／Lily Potter）                                            | 安娜貝·鮑德溫 （Annabel Baldwin） | 勞倫·妮歌·西波萊蒂 （Lauren Nicole Cipoletti）      | 喬莉安·科斯格里夫 （Gillian Cosgriff）                                                                                  | 布列塔妮·澤因斯特拉 （Brittany Zeinstra）                                    |
| 波莉·查普曼 （Polly Chapman）                                                                    | 克勞迪婭·格蘭特 （Claudia Grant） | 瑪德琳·溫斯坦 （Madeline Weinstein）                | 潔西卡·維克斯 （Jessica Vickers）                                                                                       | 勞倫·扎克林                                                                  |
| 威農·德思禮／賽佛勒斯·石內卜／佛地魔 （Vernon Dursley／Severus Snape／Voldemort）                | 保羅·本托爾 （Paul Bentall） | 拜倫·詹寧斯 （Byron Jennings）                      | 大衛·羅斯·帕特森 （David Ross Patterson）                                                                               | 安德鲁·朗 （Andrew Long）                                                    |
| 魯霸·海格／分類帽 （Rubeus Hagrid／Sorting Hat）                                                 | 克里斯·賈曼 | 布萊恩·亞伯拉罕 （Brian Abraham）                   | 索倫·詹森 （Soren Jensen）                                                                                              | 小朱利安·羅澤爾 （Julian Rozzell, Jr.）                                      |
| 恩·弗雷德里克斯 （Yann Fredericks）                                                              | 珍妮特·勒·拉舍爾 （Jenet Le Lacheur） | 潔思·巴巴加洛                                       | 康納·斯威尼 （Connor Sweeney）                                                                                          | 科里·海迪 （Corey Hedy）                                                     |
| 佩妮·德思禮／桃樂絲·恩不里居 （Petunia Dursley／Dolores Umbridge）                               | 海倫娜·林伯利 （Helena Lymbery） | 凱瑟琳·梅斯爾 （Kathryn Meisle）                    | 漢娜·華特曼 （Hannah Waterman）                                                                                         | 嘉芙蓮·連斯基 （Katherine Leask）                                            |
| 胡奇夫人 （Madam Hooch）                                                                         | 海倫娜·林伯利 （Helena Lymbery） | 凱瑟琳·梅斯爾 （Kathryn Meisle）                    | 漢娜·華特曼 （Hannah Waterman）                                                                                         | 西奧·阿林 （Theo Allyn）                                                     |
| 阿默·迪哥里／阿不思·鄧不利多 （Amos Diggory／Albus Dumbledore）                                  | 巴里·麥卡錫 （Barry McCarthy） | 愛德華·詹姆斯·海蘭 （Edward James Hyland）          | 喬治·埃納雷 （George Henare）                                                                                           | 查理斯·賈納斯 （Charles Janasz）                                             |
| 手推車女巫 （Trolley Witch）                                                                     | 珊迪·麥克戴德 （Sandy McDade） | 潔拉爾丁·休斯                                       | 黛布拉·羅倫斯 | 嘉芙蓮·連斯基 （Katherine Leask）                                            |
| 米奈娃·麥 （Minerva McGonagall）                                                                 | 珊迪·麥克戴德 （Sandy McDade） | 潔拉爾丁·休斯                                       | 黛布拉·羅倫斯 | 莎倫·科克倫 （Shannon Cochran）                                              |
| 站長 （Station Master）                                                                          | 亞當·麥克納馬拉 （Adam McNamara） | 大衛·阿貝爾斯 （David Abeles）                      | 海登·史賓沙 （Hayden Spencer）                                                                                          | 史提夫·奧康奈爾 （Steve O'Connell）                                          |
| 西追·迪哥里／詹姆·天狼星·波特／老詹姆·波特 （Cedric Diggory／James Sirius Potter／James Potter） | 湯姆·米利根 （Tom Milligan） | 班傑明·惠萊特 （Benjamin Wheelwright）              | 大衛·西姆斯 （David Simes）                                                                                             | 威廉·貝德納-卡特 （William Bednar-Carter）                                   |
| 達力·德思禮／卡爾·詹金斯 （Dudley Dursley／Karl Jenkins）                                        | 傑克·諾夫 （Jack North） | 喬伊·拉布拉斯卡 （Joey LaBrasca）                   | 哈米什·約翰斯頓 （Hamish Johnston）                                                                                     | 塔克·斯威尼 （Tuck Sweeney）                                                 |
| 維克多·喀浪 （Viktor Krum）                                                                      | 傑克·諾夫 （Jack North） | 喬伊·拉布拉斯卡 （Joey LaBrasca）                   | 康納·斯威尼 （Connor Sweeney）                                                                                          | 塔克·斯威尼 （Tuck Sweeney）                                                 |
| 如男（Ronan）                                                                                    | 努諾·席爾瓦 （Nuno Silva） | 大衛·聖路易斯 （David St. Louis）                   | 約普·奧瓦 （Iopu Auva'a）                                                                                               | 洛根·詹姆斯·賀爾 （Logan James Hall）                                        |
| 哈利·波特（年輕）                                                                                | 魯迪·古德曼（Rudi Goodman） 阿爾弗雷德·鍾斯（Alfred Jones） 比爾·基奧（Bili Keogh） 伊萬·盧瑟福（Ewan Rutherford） 納撒尼爾·史密斯（Nathaniel Smith） 迪倫·斯坦登（Dylan Standen） | 威爾·庫姆斯（Will Coombs） 蘭登·馬斯（Landon Maas） | 阿爾菲·休斯（Alfie Hughes） 伊斯拉·賈斯汀（Ezra Justin） 阿奇·皮查（Archie Pitcher） 扎卡里亞·拉哈利（Zakaria Rahhali） | 以利亞·庫珀（Elijah Cooper） 泰勒·帕德里克·軒尼詩 （Tyler Patrick Hennessy） |
| 莉莉·露娜·波特                                                                                   | 素兒·布魯（Zoe Brough） 克里斯蒂娜·弗雷（Cristina Fray） 基斯蒂安娜·哈欽斯（Christiana Hutchings）                                                                                 | 奧利維亞·邦（Olivia Bond） 布魯克林·舒克            | 薩沙·圖裡努伊（Sasha Turinui） 露比·賀爾（Ruby Hall） 西耶娜·康蒂（Sienna Conti）                                       | 娜塔莉亞·賓厄姆（Natalia Bingham） 娜塔莉·施羅德（Natalie Schroeder）        |

### 西區劇院的演員替換
- 哈利·波特：傑米·格洛弗（英语：Jamie Glover）、傑米·巴拉德（Jamie Ballard）、占·菲什（Jim Fish）
- 榮恩·衛斯理：湯馬士·奧爾德里奇（英语：Thomas Aldridge）
- 妙麗·格蘭傑：拉基·阿約拉（英语：Rakie Ayola）、米歇爾·蓋爾（英语：Michelle Gayle）
- 金妮·波特：艾瑪·朗茲（英语：Emma Lowndes）
- 跩哥·馬份：詹姆斯·霍華德（James Howard）

### 百老匯劇院的演員替換
- 哈利·波特：詹姆斯·斯奈德（英语：James Snyder (actor)）、史蒂夫·哈格德（Steve Haggard）
- 榮恩·衛斯理：馬修·穆勒（Matthew Mueller）、大衛·艾布爾斯（David Ables）
- 妙麗·格蘭傑：珍妮·朱爾斯（英语：Jenny Jules）
- 跩哥·馬份：喬諾·羅伯茲（Jonno Roberts）、阿倫·巴茲（Aaron Barts）
- 金妮·波特：黛安·戴維斯（Dianne Davis）、安吉拉·瑞德（Angela Reed）、艾麗卡·斯威尼（Erica Sweany）
- 阿不思·賽佛勒斯·波特：尼古拉斯·波達尼（Nicholas Podany）、詹姆斯·羅梅尼（James Romeny）
- 天蠍·海柏利昂·馬份：布巴·韋勒（Bubba Weiler）、布雷迪·道爾頓·理查茲（Brady Dalton Richards）

## 劇本出版物

### 版本
舞台劇兩個部分的劇本都以印刷和數碼格式發行，分別為：《哈利波特：被詛咒的孩子（第1部分）》和《哈利波特：被詛咒的孩子（第2部分）》。
綵排特别版（第一版）對應於預演節目中使用的劇本在2016年7月31日發布，該日期是該系列中哈利以及該系列作者羅琳的生日。由於劇本的修改在該本書的印刷後仍在繼續進行，因此於2017年7月25日發布了一個編輯版本，名為「最终典藏版」。據《CNN》所述，這是2016年預訂量最多的書。

### 銷售
在美國和加拿大，這本書在發行的首兩天就售出了超過200萬冊。這本書在英國發行的首周就售出了847,885冊。2017年6月，該本書在美國已售出超過450萬冊。

## 迴響及評價
《哈利波特：被詛咒的孩子》獲得了一致好評。雖然許多人都在爭論這部作品的評價，以及它與《哈利波特》系列主要作品對比的情況，然而一些觀眾和評論家都稱讚了選角和演出。
該出版物獲得了五顆星的評級，授予的包括《英國獨立報》、《倫敦旗幟晚報》、《舞台周刊》及《WhatsOnStage.com》。《每日電訊報》指雖然「有一些小問題」但它也給出了五顆星，而《衛報》的米高·比靈頓則給予四顆星。
安東尼·波爾飾演的天蠍·馬份的表現獲得了特別的讚譽。《WhatsOnStage》寫道，「波爾的表現成就了事業」，而《華爾街日報》把他描述為「突圍表現」。《綜藝》的評論家馬特·特魯曼（Matt Trueman）表示同意，並寫道：「真正脫穎而出的是波爾」，特魯曼與亨利·希金斯（Henry Hitchings）在《標準晚報》中指出，他的表演肯定會成為粉絲的最愛。

### 哈利波特粉絲圈內的反應
哈利波特粉絲圈對該舞台劇的反應是兩極分化。
粉絲們對這部舞台劇及其角色反應積極，其中天蠍·馬份一角特別受歡迎。有粉絲評價，熟悉角色之間的對話「恰到好處」 ，稱其為原著的忠實延續。其他人注意到該舞台劇揭示了角色之間的一些關係，例如哈利與鄧不利多的關係。在舞台上觀看了演出的粉絲之反響特別積極。
然而，一些粉絲表示這個故事看起來更像是「同人小說」，並批評劇本的特點，表示它與先前建立的宇宙規則背道而馳。一些人還對劇本的風格和情節提出質疑，抱怨經已使用了時光器的故事情節，西追·迪哥里之死也是如此，而且編劇們正在重新整理舊的故事情節和過度使用幻想/科幻類型的比喻。

### 酷兒誘餌的指控
該舞台劇對阿不思·波特與天蠍·馬份之間的男性友誼那「同性戀模棱兩可」的刻畫被批評為「酷兒誘餌」的一個例子，導演約翰·帝夫尼表示他相信這對於《哈利波特：被詛咒的孩子》來說是「不適合」直接解決角色的性取向。

## 獎項及提名

### 原始西區劇院的製作
| 年份 | 頒獎禮               | 獎項                                                | 候選人                                   | 結果 |
| ---- | -------------------- | --------------------------------------------------- | ---------------------------------------- | ---- |
| 2016 | 《標準晚報》戲劇大獎 | 最佳戲劇（Best Play）                               | 整個戲劇團隊                             | 獲獎 |
| 2016 | 《標準晚報》戲劇大獎 | 最佳導演（Best Director）                           | 約翰·帝夫尼                              | 提名 |
| 2016 | 《標準晚報》戲劇大獎 | 最佳製作設計（Best Design）                         | 克里斯汀·鍾斯                            | 提名 |
| 2016 | 《標準晚報》戲劇大獎 | 新秀人才獎（Emerging Talent Award）                 | 安東尼·波爾                              | 提名 |
| 2016 | 評論界戲劇獎         | 最佳導演                                            | 約翰·帝夫尼                              | 獲獎 |
| 2016 | 評論界戲劇獎         | 最佳製作設計                                        | 克里斯汀·鍾斯                            | 獲獎 |
| 2016 | 評論界戲劇獎         | 最具潛力新人                                        | 安東尼·波爾                              | 獲獎 |
| 2017 | WhatsOnStage頒獎禮   | 最佳新戲劇（Best New Play）                         | 整個戲劇團隊                             | 獲獎 |
| 2017 | WhatsOnStage頒獎禮   | 最佳戲劇演員（Best Actor in a Play）                | 傑米·帕克                                | 獲獎 |
| 2017 | WhatsOnStage頒獎禮   | 最佳戲劇男配角（Best Supporting Actor in a Play）   | 安東尼·波爾                              | 獲獎 |
| 2017 | WhatsOnStage頒獎禮   | 最佳戲劇男配角（Best Supporting Actor in a Play）   | 保羅·索恩利                              | 提名 |
| 2017 | WhatsOnStage頒獎禮   | 最佳戲劇女配角（Best Supporting Actress in a Play） | 帕琵·米勒                                | 提名 |
| 2017 | WhatsOnStage頒獎禮   | 最佳戲劇女配角（Best Supporting Actress in a Play） | 諾瑪·杜梅茲維尼                          | 獲獎 |
| 2017 | WhatsOnStage頒獎禮   | 最佳導演（Best Direction）                          | 約翰·帝夫尼                              | 獲獎 |
| 2017 | WhatsOnStage頒獎禮   | 最佳服裝設計（Best Costume Design）                 | 卡特里娜·林賽（Katrina Lindsay）         | 提名 |
| 2017 | WhatsOnStage頒獎禮   | 最佳裝置設計（Best Set Design）                     | 克里斯汀·鍾斯                            | 獲獎 |
| 2017 | WhatsOnStage頒獎禮   | 最佳燈光設計（Best Lighting Design）                | 尼爾·奧斯汀                              | 獲獎 |
| 2017 | WhatsOnStage頒獎禮   | 最佳影片設計（Best Video Design）                   | 芬·羅斯及 艾什·伍德沃德（Ash Woodward）  | 獲獎 |
| 2017 | 羅蘭士·奧利花獎      | 最佳新戲劇                                          | 整個戲劇團隊                             | 獲獎 |
| 2017 | 羅蘭士·奧利花獎      | 最佳導演                                            | 約翰·帝夫尼                              | 獲獎 |
| 2017 | 羅蘭士·奧利花獎      | 最佳男演員                                          | 傑米·帕克                                | 獲獎 |
| 2017 | 羅蘭士·奧利花獎      | 最佳女配角                                          | 諾瑪·杜梅茲維尼                          | 獲獎 |
| 2017 | 羅蘭士·奧利花獎      | 最佳男配角                                          | 安東尼·波爾                              | 獲獎 |
| 2017 | 羅蘭士·奧利花獎      | 最佳服裝設計                                        | 卡特里娜·林賽（Katrina Lindsay）         | 獲獎 |
| 2017 | 羅蘭士·奧利花獎      | 最佳裝置設計                                        | 克里斯汀·鍾斯                            | 獲獎 |
| 2017 | 羅蘭士·奧利花獎      | 最佳聲音設計                                        | 加雷斯·弗萊（Gareth Fry）                | 獲獎 |
| 2017 | 羅蘭士·奧利花獎      | 最佳燈光設計                                        | 尼爾·奧斯汀                              | 獲獎 |
| 2017 | 羅蘭士·奧利花獎      | 最佳編舞設計                                        | 史提芬·霍格特                            | 提名 |
| 2017 | 羅蘭士·奧利花獎      | 傑出音樂成就                                        | 伊莫珍·希普                              | 提名 |
| 2018 | WhatsOnStage頒獎禮   | 最佳西區劇院的表演（Best West End Show）            | 最佳西區劇院的表演（Best West End Show） | 獲獎 |
| 2018 | WhatsOnStage頒獎禮   | 最佳表演海報（Best Show Poster）                    | 最佳表演海報（Best Show Poster）         | 獲獎 |

### 原始百老匯劇院的製作
| 年份 | 頒獎禮     | 獎項                                                                                       | 候選人                                            | 結果 |
| ---- | ---------- | ------------------------------------------------------------------------------------------ | ------------------------------------------------- | ---- |
| 2018 | 東尼獎     | 最佳戲劇                                                                                   | 整個戲劇團隊                                      | 獲獎 |
| 2018 | 東尼獎     | 最佳戲劇男演員                                                                             | 傑米·帕克                                         | 提名 |
| 2018 | 東尼獎     | 最佳戲劇男演員                                                                             | 安東尼·波爾                                       | 提名 |
| 2018 | 東尼獎     | 最佳戲劇女演員                                                                             | 諾瑪·杜梅茲維尼                                   | 提名 |
| 2018 | 東尼獎     | 最佳戲劇導演                                                                               | 約翰·帝夫尼                                       | 獲獎 |
| 2018 | 東尼獎     | 最佳編舞                                                                                   | 史提芬·霍格特                                     | 提名 |
| 2018 | 東尼獎     | 最佳戲劇場景設計                                                                           | 克里斯汀·鍾斯                                     | 獲獎 |
| 2018 | 東尼獎     | 最佳戲劇服裝設計                                                                           | 卡特里娜·林賽（Katrina Lindsay）                  | 獲獎 |
| 2018 | 東尼獎     | 最佳戲劇燈光設計                                                                           | 尼爾·奧斯汀                                       | 獲獎 |
| 2018 | 東尼獎     | 最佳戲劇聲音設計                                                                           | 加雷斯·弗萊（Gareth Fry）                         | 獲獎 |
| 2018 | 戲劇桌獎   | 傑出戲劇男演員                                                                             | 安東尼·波爾                                       | 提名 |
| 2018 | 戲劇桌獎   | 傑出戲劇導演                                                                               | 約翰·帝夫尼                                       | 獲獎 |
| 2018 | 戲劇桌獎   | 傑出戲劇音樂                                                                               | 伊莫珍·希普                                       | 獲獎 |
| 2018 | 戲劇桌獎   | 傑出戲劇服裝設計                                                                           | 卡特里娜·林賽（Katrina Lindsay）                  | 提名 |
| 2018 | 戲劇桌獎   | 傑出戲劇燈光設計                                                                           | 尼爾·奧斯汀                                       | 獲獎 |
| 2018 | 戲劇桌獎   | 傑出投影設計                                                                               | 芬·羅斯及 艾什·伍德沃德（Ash Woodward）           | 獲獎 |
| 2018 | 戲劇桌獎   | 傑出戲劇聲音設計                                                                           | 加雷斯·弗萊（Gareth Fry）                         | 獲獎 |
| 2018 | 戲劇桌獎   | 傑出假髮及髮型設計                                                                         | 卡羅爾·漢考克（Carole Hancock）                   | 提名 |
| 2018 | 評論界外獎 | 傑出百老匯新戲劇（Outstanding New Broadway Play）                                          | 傑出百老匯新戲劇（Outstanding New Broadway Play） | 獲獎 |
| 2018 | 評論界外獎 | 傑出戲劇男演員（Outstanding Featured Actor in a Play）                                     | 安東尼·波爾                                       | 提名 |
| 2018 | 評論界外獎 | 傑出百老匯或非百老匯新樂譜 （Outstanding New Score (Broadway or Off-Broadway)）            | 伊莫珍·希普                                       | 提名 |
| 2018 | 評論界外獎 | 傑出戲劇導演（Outstanding Director of a Play）                                             | 約翰·帝夫尼                                       | 獲獎 |
| 2018 | 評論界外獎 | 傑出編舞家（Outstanding Choreographer）                                                    | 史提芬·霍格特                                     | 提名 |
| 2018 | 評論界外獎 | 傑出景觀設計（Outstanding Scenic Design (Play or Musical)）                                | 克里斯汀·鍾斯                                     | 獲獎 |
| 2018 | 評論界外獎 | 傑出戲劇或音樂劇服裝設計（Outstanding Costume Design (Play or Musical)）                   | 卡特里娜·林賽（Katrina Lindsay）                  | 提名 |
| 2018 | 評論界外獎 | 傑出戲劇或音樂劇燈光設計（Lighting Design (Play or Musical)）                              | 尼爾·奧斯汀                                       | 獲獎 |
| 2018 | 評論界外獎 | 傑出戲劇或音樂劇投影設計（Outstanding Projection Design (Play or Musical)）                | 芬·羅斯 及 艾什·伍德沃德                          | 獲獎 |
| 2018 | 評論界外獎 | 傑出戲劇或音樂劇聲音設計（Outstanding Sound Design (Play or Musical)）                     | 加雷斯·弗萊（Gareth Fry）                         | 獲獎 |
| 2018 | 戲劇聯盟獎 | 百老匯或非百老匯戲劇傑出製作 （Outstanding Production of a Broadway or Off-Broadway Play） | 整個戲劇團隊                                      | 獲獎 |
| 2018 | 戲劇聯盟獎 | 傑出表現獎（Distinguished Performance Award）                                              | 安東尼·波爾                                       | 提名 |
| 2018 | 戲劇聯盟獎 | 傑出表現獎（Distinguished Performance Award）                                              | 諾瑪·杜梅茲維尼                                   | 提名 |
| 2020 | 格林美獎   | 最佳音樂劇專輯                                                                             | 伊莫珍·希普 （作曲家及製作人）                    | 提名 |

### 原始墨爾本的製作
| 年份 | 頒獎禮   | 獎項                                 | 候選人                           | 結果 |
| ---- | -------- | ------------------------------------ | -------------------------------- | ---- |
| 2019 | 赫普曼獎 | 最佳戲劇                             | 整個戲劇團隊                     | 提名 |
| 2019 | 赫普曼獎 | 最佳戲劇男演員                       | 威廉·麥肯納（William McKenna）   | 提名 |
| 2019 | 赫普曼獎 | 最佳戲劇女演員                       | 寶拉·阿倫德爾                    | 提名 |
| 2019 | 赫普曼獎 | 最佳戲劇原創配樂                     | 伊莫珍·希普                      | 提名 |
| 2019 | 赫普曼獎 | 最佳景觀設計（Best Scenic Design）   | 克里斯汀·鍾斯                    | 提名 |
| 2019 | 赫普曼獎 | 最佳服裝設計（Best Costume Design）  | 卡特里娜·林賽（Katrina Lindsay） | 提名 |
| 2019 | 赫普曼獎 | 最佳燈光設計（Best Lighting Design） | 尼爾·奧斯汀                      | 獲獎 |
| 2019 | 赫普曼獎 | 最佳聲音設計（Best Sound Design）    | 加雷斯·弗萊（Gareth Fry）        | 提名 |

## 改编的機會
2021年11月，曾執導《哈利波特》系列首兩輯電影的基斯·哥倫布表示有興趣執導改編自《哈利波特：被詛咒的孩子》的電影，目的是讓主要演員重新飾演他們的角色。當《紐約時報》詢問丹尼爾·域卡夫是否準備好回歸其著名的《哈利波特》角色時，他回答指自己目前對此不感興趣。